# Lista de aviões (T-Z)
Lista de aviões: Pré-1914 | A-B | C-D | E-H | I-M | N-S | T-Z
T - U - V - W - X - Y - Z

## T

### Tachikawa
- Tachikawa Ki-9
- Tachikawa Ki-17
- Tachikawa Ki-36
- Tachikawa Ki-54
- Tachikawa Ki-55
- Tachikawa Ki-70
- Tachikawa Ki-74
- Tachikawa Ki-77
- Tachikawa Ki-94

### Taylorcraft
- Taylorcraft Auster
- Taylorcraft C
- Taylorcraft C-95 Grasshopper
- Taylorcraft Plus C
- Taylorcraft Plus D

### Technoavia
- Technoavia SM92 Finist

### Temco
- Temco Buckaroo

### Thomas-Morse
(Thomas-(Frank L) Morse (Morse Chain Co) Aircraft Corp, Ithaca NY.)
- Thomas 1910 Biplane[1]
- Thomas 1911 Biplane[1]
- Thomas 1912 Biplane[1]
- Thomas 1913 Monoplane[1]
- Thomas 1913 Biplane[1]
- Thomas 1913 Biplane[1]
- Thomas 1913 Biplane[1]
- Thomas Brothers BP[1]
- Thomas Brothers B-3[1]
- Thomas Brothers B-4[1]
- Thomas Brothers D-2[1]
- Thomas Brothers D-5[1]
- Thomas Brothers E[1]
- Thomas Brothers HS[1]
- Thomas Brothers S-4
- Thomas Brothers S-5[1]
- Thomas Brothers S-6[1]
- Thomas Brothers S-7[1]
- Thomas Brothers S-9[1]
- Thomas Brothers SH-4
- Thomas Brothers T-2
- Thomas-Morse MB-1[1]
- Thomas-Morse MB-2
- Thomas-Morse MB-3
- Thomas-Morse MB-4
- Thomas-Morse MB-6
- Thomas-Morse MB-7
- Thomas-Morse MB-9
- Thomas-Morse MB-10
- Thomas-Morse TA[1]
- Thomas-Morse TA Tractor[1]
- Thomas-Morse TA Hydro[1]
- Thomas-Morse TM-22
- Thomas-Morse TM-23[1]
- Thomas-Morse TM-24[1]
- Thomas-Morse O-6
- Thomas-Morse O-19
- Thomas-Morse O-20
- Thomas-Morse O-21
- Thomas-Morse O-23
- Thomas-Morse O-33
- Thomas-Morse O-41
- Thomas-Morse O-42
- Thomas-Morse P-13 Viper
- Thomas-Morse R-2
- Thomas-Morse R-5

### Thorp
- Thorp T-11
- Thorp T-18

### Transall
- Transall C-160

### Transavia
- Transavia Airtruk
- Transavia Skyfarmer

### TRW
- TRW RQ-5 Hunter

### Tucker
- Tucker XP-57

### Tupolev
- Tupolev TB-1 ANT-4
- Tupolev I-4 ANT-5
- Tupolev TB-3 ANT-6
- Tupolev R-6 ANT-7
- Tupolev ANT-20
- Tupolev I-12 ANT-23
- Tupolev SB-2 ANT-40
- Tupolev Tu-2 ANT-58
- Tupolev Tu-4
- Tupolev Tu-16 "88"
- Tupolev Tu-20 (Tu-95)
- Tupolev Tu-22 "105"
- Tupolev Tu-22M "145"
- Tupolev Tu-28 "128"
- Tupolev Tu-70
- Tupolev Tu-72
- Tupolev Tu-75
- Tupolev Tu-80
- Tupolev Tu-85
- Tupolev Tu-91
- Tupolev Tu-95
- Tupolev Tu-104
- Tupolev Tu-105
- Tupolev Tu-107
- Tupolev Tu-110
- Tupolev Tu-114
- Tupolev Tu-116
- Tupolev Tu-124
- Tupolev Tu-125 project
- Tupolev Tu-126
- Tupolev Tu-128
- Tupolev Tu-134
- Tupolev Tu-138
- Tupolev Tu-142
- Tupolev Tu-144
- Tupolev Tu-148
- Tupolev Tu-154
- Tupolev Tu-160
- Tupolev Tu-204
- Tupolev Tu-214
- Tupolev Tu-224
- Tupolev Tu-234
- Tupolev Tu-334
- Tupolev Tu-354

## U

### Utva
- UTVA Aero 3

## V

### Valmet
- Valmet L-70 Vinka
- Valmet L-80 Turbo-Vinka
- Valmet L-90 Redigo

### Van's Aircraft
- RV-3
- RV-4
- RV-6
- RV-7
- RV-8
- RV-9
- RV-10

### VEF
- VEF I-11
- VEF I-12
- VEF I-14
- VEF I-15
- VEF I-16
- VEF I-17
- VEF I-19

### Venture
- Venture T-211

### Vertol
- Vertol H-21 Shawnee
- Vertol CH-125
- Vertol CH-127
- Vertol Retriever

### Vickers
- Vickers Boxkite
- Vickers ES 1
- Vickers FB 5
- Vickers FB 9
- Vickers FB
- Vickers FB19
- Vickers Valentia
- Vickers Valetta
- Vickers Valiant
- Vickers Vanguard
- Vickers Varsity
- Vickers VC.1 Viking
- Vickers VC-10
- Vickers Vernon
- Vickers Vespa
- Vickers Victoria
- Vickers Viking
- Vickers Vildebeest
- Vickers Vimy
- Vickers Vincent
- Vickers Virginia
- Vickers Viscount
- Vickers Warwick
- Vickers Wellesley
- Vickers Wellington

### Victa
- Victa Aircruiser
- Victa Airtourer

### VisionAire
- VisionAire Vantage

### Voisin
- Voisin LA

### Volaircraft
- Volaircraft Volaire

### Vought
- Vought A-7 Strikefighter
- Vought F-8 Crusader
- Vought FU
- Vought F2U
- Vought F3U
- Vought F4U Corsair
- Vought F7U Cutlass
- Vought Kingfisher
- Vought OS2U Kingfisher
- Vought SB2U Vindicator
- Vought-Sikorsky Chesapeake
- Vought-Sikorsky Hoverfly
- Vought-Sikorsky Kingfisher

### Vultee
- Vultee A-19
- Vultee A-31 Vengeance
- Vultee A-35 Vengeance
- Vultee A-41
- Vultee BT-13 Valiant
- Vultee P-66 Vanguard
- Vultee XP-54 Swoose Goose
- Vultee XP-68 Tornado
- Vultee Vengeance
- Vultee-Stinson Reliant
- Vultee-Stinson Sentinel
- Vultee-Stinson Vigilant

## W

### Wacket
- Wacket Gannet

### WACO
- Waco Cabin

### Wallis
- Wallis Venom

### Weatherly
- Weatherly 201
- Weatherly 620

### Wedell-Williams
- Wedell-Williams XP-34

### Westland
- Westland Belvedere
- Westland Dragonfly
- Westland Gazelle
- Westland Gannet
- Westland Lynx
- Westland Lysander
- Westland Merlin
- Westland Scout
- Westland Sea King
- Westland Super Lynx
- Westland Wallace
- Westland Walrus
- Westland Wapiti
- Westland Wasp
- Westland Welkin
- Westland Wessex
- Westland Whirlwind (fixed wing)
- Westland Whirlwind (rotary wing)
- Westland Wyvern
- Westland/Aérospatiale Gazelle

### Wihault
- Wihault 283T

### Wittman
- Wittman Buttercup

### Wright
- Wright Flyer I
- Wright Flyer II
- Wright Flyer III
- Wright FW
- Wright F2W
- Wright F3W Apache

### WSK
- WSK Junak
- WSK-Mielec M-15 Belphegor

## Y

### Yakovlev
- Yakovlev UT-1
- Yakovlev UT-2
- Yakovlev UT-3
- Yakovlev Yak-1
- Yakovlev Yak-2
- Yakovlev Yak-3
- Yakovlev Yak-4
- Yakovlev Yak-7
- Yakovlev Yak-9
- Yakovlev Yak-11
- Yakovlev Yak-12
- Yakovlev Yak-15
- Yakovlev Yak-17
- Yakovlev Yak-18
- Yakovlev Yak-19
- Yakovlev Yak-20
- Yakovlev Yak-21
- Yakovlev Yak-23
- Yakovlev Yak-24
- Yakovlev Yak-25
- Yakovlev Yak-26
- Yakovlev Yak-27
- Yakovlev Yak-28
- Yakovlev Yak-30
- Yakovlev Yak-32
- Yakovlev Yak-33
- Yakovlev Yak-36
- Yakovlev Yak-38
- Yakovlev Yak-40
- Yakovlev Yak-41
- Yakovlev Yak-42
- Yakovlev Yak-130
- Yakovlev Yak-141

### Yermolayev
- Yermolayev Yer-2

### Yokosuka
- Yokosuka B4Y
- Yokosuka D4Y
- Yokosuka E14Y
- Yokosuka H5Y
- Yokosuka K5Y
- Yokosuka MXY7 Ohka
- Yokosuka MXY8 Akigusa
- Yokosuka MXY9 Shuka
- Yokosuka P1Y Ginga
- Yokosuka R2Y Keiun

### Ypiranga
- EAY 201

## Z

### Zeppelin-Lindau
- Zeppelin-Lindau D.I

### Zivko
- Zivko Edge 540

### Zlín and Moravan
- Zlin Akrobat
- Zlin Trener
- Zlin Z-42
- Zlin Z-43
- Zlin Z-142
- Zlin Z-143
- Zlin Z-242

Lista de aviões: Pré-1914 | A-B | C-D | E-H | I-M | N-S | T-Z
T - U - V - W - X - Y - Z